# Umazana vojna
Umazana vojna je izraz, ki ga je argentinska vojaška hunta uporabljala za obdobje državnega terorizma v Argentini med letoma 1976 in 1983 kot del Operacije Condor, med katero so razne skupine, povezane v Argentinsko protikomunistično zavezništvo, preganjale politične nasprotnike in vsakogar, za katerega se je smatralo, da je povezan s socializmom, levičarskim Peronizmom ali gibanjem Montoneros.  